# Презвитерий
Презвитериум е термин в сакралната (църковна) архитектура.
Често в архитектурата и най-вече в другите езици презвитериум се нарича и хор.
Презвитериум се нарича частта пред апсидата, която е запазена само за клира. В нея се намират олтарната част и криптата. Той е характерен за готиката.
Първоначално презвитериумът е бил място за църковния хор, който е бил близо до олтара. Оттук идва и второто му име. Презвитериумът се намира най-вече в източната част. Едно от най-видните изключения прави базиликата Свети Петър в Рим. Развитието на презвитериума като отделна обособена архитектурна част на една църква настъпва по време на Романиката, когато е изграждан над криптата и украсяван с пищни дърворезби и картини.